# Балканы (Колпино)
Балканы — исторический район Санкт-Петербурга, находится в Колпино.
Район ограничен с восточной стороны устьем реки Ижоры, с южной и юго-западной — железнодорожной веткой ОЖД, с северо-западной — устьем ручья-притока Ижоры. С правым берегом реки района соединён двумя мостами.
Своё название территория получила по неофициальному имени посёлка Балканы, ранее находившемуся на этом месте и в 1924 году ставшему частью Колпинского района. Сам посёлок, предположительно, был основан в 1870-х годах. Его появление связано с развитием Ижорских заводов. Версия происхождения исходного топонима неизвестна.
К 1920 году здесь насчитывалось около 80 жилых домов. К 1930-м годах здесь построили клуб, магазин, водозаборные будки, провели электричество.
Во время Великой Отечественной войны, в ходе обороны Ленинграда, в Балканах установили заставу милиции для круглосуточной проверки прибывающих в Колпино и выезжающих из города. В посёлке дислоцировалась артиллерийская батарея. На правом берегу Ижоры напротив Балкан в первые месяцы блокады возникло кладбище, где захоронены 2779 человек. В 1974 году по проекту архитектора О. Б. Голынкина  и скульптора В. И. Гордона здесь был создан мемориальный комплекс. 
В Реестре названий объектов городской среды Санкт-Петербурга Балканы приведены как название исторического района на территории Колпина, а в 2009 году дорогу от Лагерного шоссе до моста через Ижору назвали Балканской.